# 霍羅迪謝 (科韋利區)
51°19′2″N 24°36′10″E / 51.31722°N 24.60278°E
霍羅迪謝（烏克蘭語：Городище），是烏克蘭西部沃倫州的村落，為科韋利區之杜博韋市鎮所轄，始建於1983年，面積0.001平方公里，海拔高度169米，2001年人口210，人口密度每平方公里210,000人。